# Агирреазкуэнага, Хосеба
Хосеба Агирреазкуэнага (род. 2 февраля 1953 г. Бильбао, Франкистская Испания) — исследователь и историк. Он является специалистом по истории Страны Басков, в частности: кризису Старого режима.

## Биография
Агирреазкуэнага родился в Бильбао, но детство провел в Бустурии, небольшой деревне в провинции Бискайя. В 1976 году он окончил факультет философии и искусств Университета Деусто по специальности география и история. Его первый исследовательский проект по этнографии в Бустурии был осуществлен в 1972 году под руководством Хосе Мигеля Барандьярана. Он был научным сотрудником программы Объединенного латино-американского комитета (в Университете Невады и Университете Деусто) и получил докторскую степень в 1985 году, защитив диссертацию под руководством Хулио Каро Барохи. Он был профессором Университета Страны Басков. С 1995 года он был членом Исследовательской комиссии (2006—2017) и Комиссии по развитию баскского языка (1994—2006).
Он был приглашенным профессором в Оксфордском университете (1989—1990, 2006—2007), Европейском университетском институте во Флоренции (1993) и Центре баскских исследований Университета Невады в Рино (2013—2014), а также директором Центра баскского экономического соглашения и документации исследований финансового федерализма Итуна с 2007 года.
Он является главным исследователем исследовательской группы Prosoparlam Университета Страны Басков, также известной как «Биография и парламент». Группа была образована в 1989 году и является членом Международной комиссии по истории представительных и парламентских учреждений, основанной в 1936 году, дочерней организации Международного комитета исторических наук (ICHS).
С 2010 года группа также участвует в Европейской информационной и исследовательской сети по парламентской истории.